# Romansleigh
Romansleigh of Rumonsleigh is een civil parish in het bestuurlijke gebied North Devon, in het Engelse graafschap Devon. In 2001 telde het civil parish 98 inwoners.